# Nicole Bwatshia Ntumba
Nicole Bwatshia Ntumba (geb. in Kinshasa, Demokratische Republik Kongo) ist eine Politikerin, Professorin und Juristin in der Demokratischen Republik Kongo.

## Leben
Ursprünglich wollte Nicole Bwatshia Sprachen studieren. Sie entschied sich aber schließlich für ein Jurastudium an der Universität Kinshasa. Anschließend wurde sie Assistentin an der Universität und ging nach Belgien, wo sie an der Universität Gent in Völkerrecht promovierte.
Zurück in der Heimat wurde sie Dozentin an der juristischen Fakultät der Universität Kinshasa und ist auch Dekanin der Juristischen Fakultät der Université William Booth. Nicole Bwatshia kämpft für die Frauenrechte und für Gleichberechtigung von Mann und Frau in der kongolesischen Gesellschaft.
Bis 2019 war sie fast ein Jahrzehnt lang Richterin (magistrate) und stellvertretende Staatsanwältin am Hohen Gericht in Gombe (Kinshasa), bevor sie Aufgaben als Beraterin des kongolesischen Staatsoberhaupts übernahm. Am 14. April 2021 wurde sie Kabinettschefin (Directeur du cabinet). Ihre Karriere führt sie zurück auf die Unterstützung, welche sie von ihrem Mann erhalten hat.

„Aber ich hatte das Glück, einen Ehemann zu haben, der mich unterstützte, denn für meinen Ehemann ist mein Glück sein Glück. Der Weg zur Universitätsprofessorin ist sehr lang, und wenn eine Frau nicht von ihrem Ehepartner unterstützt wird, hört sie auf halbem Weg auf.“

## Familie
Nicole Bwatshia ist die Tochter des Professors Jean Kambayi Bwatshia, eines kongolesischen Historikers und Ehrenminister für Hochschulbildung und wissenschaftliche Forschung unter Mobutu Sese Seko. Sie ist verheiratet und hat drei Kinder. Sie ist auch Präsidentin und Gründerin der ASBL «Fondation Nicole-Ntumba-Bwatshia», welche sich um Arme kümmert.